# Teknikåret 1986

## Händelser

### Januari
- 19 januari – Det första MS-DOS-baserade persondator-viruset, Brain, börjar spridas.[1]
- 29 januari – 100-årsminnet av då tysken Carl Benz 1886 tog patent på bilen uppmärksammas.[2]

### Juni
- 23 juni - Eric Thomas utvecklar LISTSERV, den första programvaran med e-postlista.[3]

### Augusti
- 22 augusti - I Sverige tecknar SJ och Asea avtal om leverans av ett 20-tal snabbtåg till SJ, för ett pris av 1.2 miljarder SEK. Första snabbtåget skall börja rulal på sträckan Stockholm-Göteborg 1989, och alla tåg vara i trafik 1993.[2]

### Okänt datum
- David Miller från AT&T Bell Labs tar patent på optisk transistor [4].
- Compaq meddelar att man släpper Deskpro 386 [4].
- Daniel Hills utvecklar det kontroversiella konceptet massiv parallelism [4].

### Fotnoter
1. ↑  Leyden, John (19 januari 2006). ”PC virus celebrates 20th birthday”. The Register. http://www.theregister.co.uk/2006/01/19/pc_virus_at_20/. Läst 29 juli 2011.
2. 1 2   Horisont 1986. Bertmarks
3. ↑  http://www.nic.funet.fi/index/FUNET/history/internet/en/1986.html
4. 1 2 3